# Jan Jeník z Bratřic
Rytíř Jan Jeník z Bratřic (6. ledna 1756 Radvanov u Mladé Vožice – 26. srpna 1845 Praha) byl rakouský důstojník, nadšený josefinista a český vlastenec, sběratel nejrůznějších zajímavostí k české minulosti, včetně lidových písní a říkadel. Na rozdíl od ostatních obrozenců sbíral kromě památek mluvy venkovské i mluvu městskou a jako jeden z prvních v české literatuře zachycuje lidová říkadla bez cenzury, tj. ponechává jim erotický anebo proticírkevní podtext či přímo obsah. Je zobrazen v Jiráskově románu F. L. Věk.

## Život
Pocházel ze staré rytířské šlechtické rodiny, studoval v Praze gymnázium a práva, od roku 1783 sloužil v rakouské armádě zprvu jako kadet. Bojoval u Bělehradu ve válce s Turky i v Německu a ve Francii ve válkách proti revoluční Francii. Několikrát byl raněn, roku 1795 povýšen na setníka (kapitána), od roku 1800 žil jako soukromník a obecně známá postava v Praze.
Zbytek života věnoval sbírání zajímavostí všeho druhu. Zanechal po sobě více než 27 svazků rukopisných záznamů a německy psaný vlastní životopis (Tagebuch merkwürdiger Vorfälle meiner Dienstzeit).
Z této nesmírně rozsáhlé pozůstalosti vyšlo několik výborů, zejména Písně krátké lidu českého obecného (1929). Jde o pravděpodobně jednu z prvních sbírek českých lidových písní, která vznikla začátkem 19. století. Jde zejména o písně venkovského a městského lidu. Některé skladby jsou vynikající úrovně, jiné poněkud slabší, většina je rozverného rázu.
Dcera jeho bratrance Marie Lankisch von Hörnitz byla první ženou zemského advokáta Jana Měchury a matkou Leopolda Eugena Měchury a Terezie Měchurové (manželky Františka Palackého). Jeník z Bratřic byl pravidelným návštěvníkem salonu v pražském paláci Jana Měchury.
Rytíř Jan Jeník je pohřben v kostele sv. Havla v Chotýšanech.

## Knihy
- 1929 Písně krátké lidu českého obecného
- 1959 Rozmarné písničky Jana Jeníka z Bratřic, zpracoval Jaroslav Markl, vydalo Státní nakladatelství krásné literatury, hudby a umění.
- 1999 Písně krátké Jana Jeníka rytíře z Bratřic, I. díl, zpracoval Jiří Traxler, vydal Etnologický ústav AV ČR, ISBN 80-85010-39-9
- 2011 Písně krátké Jana Jeníka rytíře z Bratřic, II. díl, zpracoval Jiří Traxler, vydal Etnologický ústav AV ČR, ISBN 978-80-87112-41-0